# 342. Infanterie-Division (Wehrmacht)
Die 342. Infanterie-Division war ein Großverband des Heeres der deutschen Wehrmacht im Zweiten Weltkrieg.

## Geschichte

### Aufstellung
Die 342. ID wurde am 19. November 1940 in Koblenz im Wehrkreis XII (Wiesbaden) als Division der 14. Aufstellungswelle aufgestellt. Bei der Aufstellung durch den Befehlshaber des Ersatzheeres kamen ab Dezember Teile der Division von der 72. und 79. Infanterie-Division, welche im in der 2. Aufstellungswelle entstanden waren.
Es wurden gebildet:
- Infanterie-Regiment 697 (aus Stab / Inf.Rgt. 226; III. Bataillon / Inf.Rgt. 105 und III. Bataillon / Inf.Rgt. 226)
- Infanterie-Regiment 698 (aus Stab / Inf.Rgt. 229; III. Bataillon / Grenz-Inf.Rgt. 124 und III. Bataillon / Inf.Rgt. 266)
- Infanterie-Regiment 699 (aus III. Bataillon / Inf.Rgt. 208; III. Bataillon / Inf.Rgt. 212)
- Artillerie-Regiment 342 (aus Stab / Art.Rgt. 248 (168. ID); Stab / III. Abteilung / Art.Rgt. 172; Stab / III. Abteilung / Art.Rgt. 179)
- Divisions-Einheiten Nr. 342

Der Ausstellungszeitraum, in dem die Division dem Befehlshaber des Ersatzheeres unterstellt blieb, dauerte bis Mai 1941.

### Besatzungstruppe Frankreich
Ende Mai bis Anfang Juni 1941 verlegte die Division nach Frankreich, um Truppen zu ersetzen, die für den bevorstehenden Angriff auf die Sowjetunion benötigt wurden. Der Verband wurde dem XXXXV. (45.) Armee-Korps der 1. Armee in der Heeresgruppe D zugeordnet. Die Besatzungszeit in Frankreich dauerte bis September 1941.

### Verlegung auf den Balkan
Ende September 1941 wurde die Division zum LXV. (65.) Armee-Korps der 12. Armee auf den Balkan verlegt.  
Erste Einheiten trafen ab dem 15. September zusammen mit der Panzer-Abteilung 100 ein und nahm an mehreren Anti-Partisanen-Operationen in Jugoslawien teil.   
Kurz vor dem Eintreffen der Division in Jugoslawien, hatte General Franz Böhme als Bevollmächtigter kommandierender General in Serbien die Kommandogewalt über sämtlichen militärischen und zivilen Dienststellen übernommen. Die hierzu gehörende 342. Infanterie-Division bekam den Befehl das Gebiet Macva von „Partisanen zu säubern“.  
In diesem Zusammenhang half die Division ein Konzentrationslager in Sabac einzurichten und begleitet die Verlegungsmärsche von tausenden Gefangenen, welche teilweise auf dem Marsch getötet oder auch bei Fluchtversuchen erschossen wurden. Im Zuge von Sühnemaßnahmen wurden Tausende Gefangene exekutiert, alleine für den Zeitraum 21.9. – 15.11.1941 wurden 2 685 Serben, zumeist Juden und Kommunisten, von dieser Einheit erschossen.
Zwischen dem 25. November und dem 4. Dezember war die Division am Unternehmen Uzice beteiligt. Über die Verteidigung des  Kadinjača-Pass am 29. November durch Partisanen gegen Teile des Infanterie-Regiment 699 wurde 1950 ein Heldengedicht in Jugoslawien veröffentlicht und der Kampf um den Pass ist Teil der jugoslawischen Erinnerungskultur geworden. 

### Verlegung an die Ostfront
Ende Februar 1942 erfolgte die Verlegung an die Ostfront, die Division wurde nunmehr der Heeresgruppe Mitte zugeteilt und dem XXXXI. (41.) Armee-Korps der 9. Armee im Raum Rshew zugeteilt.
Im Juni 1942 wurden die III. Bataillone der Infanterie-Regimenter aufgelöst und teils als 13. und 14. Kompanie in die verbliebenen Bataillone der Regimentern eingegliedert.

### Rschew
Die Unterstellung wechselte im August als die Division dem XXXXVI. (46.) Armee-Korps zugeteilt wird, ohne seinen Einsatzraum zu verändern. Das Korps wechselte im November 1942 zur 3. Panzer-Armee und im gleichen Einsatzraum, doch im Februar ändert sich das Unterstellungsverhältnis. Die 4. Armee übernimmt das XXXXVI. (46.) Armee-Korps im Februar. Bei der folgenden Unternehmen Büffelbewegung mit der 9. und 4. Armee zieht sich die Division nach Spas-Demensk, Mogilew und Tschaussy zurück.
Im März 1943 im Raum Spass-Demensk wird der Verband der Armeegruppe Gollich bei der 9. Armee unterstellt. Ab April und sogar bis September gehört die Division wieder zur 4. Panzer-Armee dem IX. Armeekorps und deren Linien im Raum Spass-Demensk.
Am 5. April 1943 wurde das Infanterie Regimente 699 aufgelöst, sein ehemals I. Bataillon wurde dem Infanterie-Regiment 698 und sein ehemals II. Bataillon dem Infanterie-Regiment 697 unterstellt.
Ab November 1943 gehört die Division zum XII. (12.) Armee-Korps im Raum Mogilew und Tschaussy. Und von Februar bis März übernahm das XXXIX. Armee-Korps die Führung.

### Umgliederung
In dieser Zeit ab dem 2. November 1943 nahm die Division die Überreste der vernichteten 330. Infanterie-Division auf. Als Divisionsgruppe 330 mit den Regimentsgruppen 554 und 555 verfügte die Division über so etwas wie ein drittes Regiment. Die Reste der Artillerie der 330. Infanterie-Division wurden in der I. Abteilung / Artillerie-Regiment 330 zusammengefasst. Die alten Abteilungen der 342. Infanterie-Division erhielten die Abteilungsnummern II, III und IV. In dieser Form entsprach der Verband nun einer Division neuer Art 44.
Die Division wurde im April 1944 vorübergehend nach Ostpreußen verlegt, um dort personell aufgefrischt zu werden,[1] das Unterstellungsverhältnis bei der 4. Armee blieb jedoch bestehen.
Nach der Rückkehr im Mai 1944 wird der Verband vorübergehend dem LVI. (56.) Armee-Korps der 2. Armee der Heeresgruppe Mitte im Raum Kowel unterstellt.

### Heeresgruppe Nordukraine
Im Juni wechselt die Division im gleichen Einsatzraum mit dem LVI. (56.) Armee-Korps zur  4. Panzer-Armee der Heeresgruppe Nordukraine. Ab dem 13. Juli 1944 erfolgte im Zuge der sowjetischen Lublin-Brester Operation der Rückzug aus dem Raum Kowel durch Polen. Am 27. Juli wurde die Divisionsgruppe 330 in Grenadier-Regiment 554 umgenannt. Und die I. Abteilung / Art.Rgt. 342 aus der I. Abteilung / Art.Rgt. 330 gebildet.
Im August wird der Verband im Raum Baranow vom XXXXII. (42.) Armee-Korps der 4. Panzer-Armee geführt, doch ab September gehört es wieder zum LVI. (56.) Armee-Korps im Raum Baranow. Am 23. September 1944 wurde die Heeresgruppe Nordukraine in Heeresgruppe A umbenannt. Bis zum November war die Division weiter beim LVI. (56.) Armee-Korps, dann im Dezember wurde sie erneut dem XXXXII. (42.) Armee-Korps unterstellt.

### Weichsel
Im Januar 1945 hielt die Division noch beim XXXXII. (42.) Armee-Korps einen 20-km-Frontabschnitt an der Nordflanke des Baranow-Brückenkopfs, östlich von Kielce, am Westufer der Weichsel gegenüber von Zawichost, nördlich von Sandomierz und der Mündung des San in die Weichsel. Dort wurde sie – zusammen mit der 72., der 88. und der 291. Infanterie-Division Teil des XXXXII. Armeekorps unter General Hermann Recknagel – beim sowjetischen Durchbruch im Weichselbogen eingekesselt.

### Vernichtung 1944/45
Bei dem Versuch des Korps, als „wandernder Kessel“ die Verbindung mit der inzwischen weit nach Westen abgedrängten deutschen Front wiederherzustellen, wurde die Division wie das gesamte Korps bis zum 23. Januar zum größten Teil vernichtet. Nur Teile (Kampfgruppe 342. Inf.Div) erreichten mit dem sogenannten „Wandernden Kessel bei Kielce“ des Generals der Panzertruppe Walther Nehring den Anschluss an die eigene Front. Im Raum Guben und Forst wird die Divisionskampfgruppe dem XXIV. (24.) Armee-Korps der 4. Panzer-Armee unterstellt die jetzt wieder zur Heeresgruppe Mitte gehört.

### Wiederaufstellung 1945
Eine ansatzweise Neuaufstellung durch Zuführung des aus Führernachwuchs gebildeten Grenadier-1250 aus Potsdam, dass die Nummer des vernichteten Grenadier-Regiment 697 übernimmt, verschaffte der Division im März 1945 auch nur die Stärke einer Divisionskampfgruppe. Die nun als Teil des V. (5.) Armee-Korps der 4. Panzer-Armee im Raum Guben und Forst Abwehrstellungen besetzte. Als am 16. April die sowjetischen Streitkräfte bei Beginn der Cottbus-Potsdamer Operation zwischen Guben und Forst auf die Kampfgruppe trafen, wurde der Verband durch die sowjetische 3. Gardearmee erneut zerschlagen.

### Vernichtung 1945 / Kessel von Halbe
Die Reste der zur 9. Armee abgedrängten Divisionskampfgruppe gerieten mit dem V. (5.) Armee-Korps im April 1945 in den Kessel von Halbe und wurden dort endgültig vernichtet oder gerieten mit dem befehlshabenden General des Verbandes, General Nickel, in sowjetische Gefangenschaft.

### Kapitulation
Nur wenige Überlebende kapitulierten später bei Tangermünde vor der US-Armee.

## Kriegsverbrechen
In Jugoslawien wurde die 342. Infanterie-Division bei der Bekämpfung der Widerstandsbewegungen aus serbisch-nationalistischen Cetniks und sonstigen Partisanenverbänden eingesetzt, konkret bei der „Säuberung“ des Macva-Gebietes westlich von Šabac  zwischen den Flüssen Drina und Save, einer „Hochburg der Aufrührer“. Der SD wollte das Gebiet zwischen den Städten Šabac und Bogatic räumen lassen; zur Verstärkung wurde der Division das II. Bataillon des Infanterie-Regiment 750 und eine Kompanie des Reserve-Polizei-Bataillons 64 unterstellt. Die Division hatte eine Gefangenen-Sammelstelle für die gesamte männliche Bevölkerung zwischen 15 und 60 Jahren einzurichten. Zur Ausführung meldete die Division, dass 830 Personen erschossen worden waren und 8.400 Männer festgenommen worden seien. Es wurden nur ein Geschütz, zwei Maschinengewehre und einige Langwaffen mit Munition sichergestellt. Nach „Verlusten“ in Sabac am 23. September 1941 wurde die Stadt durchsucht, 4459 männliche Zivilisten – darunter 450 Juden – verhaftet und in einem Lager am Stadtrand interniert, 75 Männer wurden erschossen. Im Ort Jarak begann das Pionier-Bataillon 342 der Division mit der Errichtung eines weiteren Lagers, bei der Verlegung von Sabac nach Jarak flohen 60 Personen, 90 wurden erschossen, da sie nicht weiter konnten oder zu fliehen versuchten. Da das Gelände in Jarak nicht geeignet war, wurden die Menschen wieder nach Sabac zurückgebracht und dort ein mit 25.000 Personen völlig überfülltes Lager gesteckt.
Am 25. September 1941 gab Divisionskommandeur Generalleutnant Walter Hinghofer den Befehl aus, dass alle, die sich gegen die Besatzer richten, als „Freischärler“ (Kriegsgerichtsbarkeitserlass) zu behandeln und mit dem Tod zu bestrafen seien. Vom 21. bis 30. September 1941 erschoss die Division 830 ihrer 8400 Gefangenen, davon die große Mehrheit unbewaffnete Zivilisten. Es wurden nur eine Handvoll Gewehre sichergestellt und die Division selbst hatte lediglich 3 Todesopfer zu beklagen. Bis zum 9. Oktober erschoss die Division in der Region Macva weitere 1130 Zivilisten. Das war noch vor dem Sühnebefehl von Keitel, der am 10. Oktober 1941 vom Bevollmächtigten für Serbien General Franz Böhme an alle ihm unterstellten Truppen weitergegeben wurde. Demnach musste als abschreckende Sühnemaßnahme unter anderem eine Vergeltungsquote 1: 100 für jeden getöteten und 1:50 für jeden verwundeten Deutschen umgesetzt werden, worauf weitere Exekutionen folgten. Die Division tötete im Oktober 1941 bei Operationen im Cergebirge 1081 und in der Stadt Krupanj 1800 Zivilisten. Bis Anfang November waren der Division die Gefangenen ausgegangen, um die für Vergeltungsmaßnahmen vorgegebenen Ziele umzusetzen.
Während der Operation Mihailović im Dezember 1941 töteten Soldaten der 342. ID in der serbischen Ortschaft Valjevo 130 Personen, die unter Verdacht standen, Mitglieder der Tschetniks und Partisanen zu sein und Anschläge gegen Eisenbahnlinien unternommen zu haben.

## Personen
| Dienstzeit                            | Dienstgrad      | Name                               |
| ------------------------------------- | --------------- | ---------------------------------- |
| 2. Juli bis 1. November 1941          | Generalleutnant | Walter Hinghofer                   |
| 1. November 1941 bis 10. Mai 1942     | Generalmajor    | Paul Hoffmann                      |
| 10. Mai bis 9. Juli 1942              | Generalleutnant | Albrecht Baron Digeon von Monteton |
| 9. Juli bis 1. August 1942            | Generalmajor    | Paul Hoffmann                      |
| 1. August 1942 bis 25. September 1943 | Generalleutnant | Albrecht Baier                     |
| 25. September 1943 bis 8. Mai 1945    | Generalleutnant | Heinrich Nickel                    |

## Gliederung
| 1940                      | 1944                             | 1945                             |
| Infanterie-Regiment 697   | Grenadier-Regiment 697           | Grenadier-Regiment 697           |
| Infanterie-Regiment 698   | Grenadier-Regiment 698           | Grenadier-Regiment 698           |
| Infanterie-Regiment 699   | Divisionsgruppe 330              | Grenadier-Regiment 554           |
| Artillerie-Regiment 342   |                                  |                                  |
| Pionier-Bataillon 342     |                                  |                                  |
| Panzerjäger-Abteilung 342 |                                  |                                  |
| –                         | Divisions-Füsilier-Bataillon 342 | Divisions-Füsilier-Bataillon 342 |
| –                         | Feldersatz-Bataillon 342         | Feldersatz-Bataillon 342         |
| Nachrichten-Kompanie 342  | Nachrichten-Abteilung 342        | Nachrichten-Abteilung 342        |
| Nachschubtruppe 342       |                                  |                                  |